# Трамвай Оденсе
Трамвай Оденсе — существовавшая и новая система трамвая в городе Оденсе, Дания.

## Описание
Новая линия имеет 26 остановок, длина 14,5 км. Действует с 28 мая 2022 года.

## История
Первая система существовала в городе с 1911 года по 1952, когда была закрыта. 1 вагон в музее трамваев.
Новая система задумана в 2000-х годах. 28 мая 2022 года состоялся пуск новой линии.

## Строительство
Начато в 2015 году, до этого два года велись подготовительные работы на улицах.

## Линии
- Первая — длина 14,5 км, 26 остановок, время в пути 42 минуты. Евроколея 1435 мм. Открыта 28 мая 2022 года.
- Вторая — планируется. Имеет заделы на ответвления, будет совместный участок с первой линией.

## Подвижной состав
Заказано 16 вагонов Stadler в 2017 году, в феврале 2021 первый вагон прибыл в город.